# Zandloopkevers (geslacht)
De zandloopkevers (Cicindela) vormen een geslacht van kevers uit de familie van de loopkevers (Carabidae). De wetenschappelijke naam van het geslacht werd in 1758 gepubliceerd door Carl Linnaeus in de tiende editie van Systema naturae.

## Ondergeslachten en soorten
- Ondergeslacht Ambalia
  - Cicindela aberrans Fairmaire, 1871
  - Cicindela satura (Rivalier, 1965)
- Ondergeslacht Ancylia
  - Cicindela andrewesi (W. Horn, 1894)
  - Cicindela calligramma Schaum, 1861
  - Cicindela ceylonensis W. Horn, 1892
  - Cicindela diversa W. Horn, 1904
  - Cicindela guttata Wiedemann, 1823
- Ondergeslacht Austrocicindela
  - Cicindela fontanea Werner, 2007
  - Cicindela gemmifera W. Horn, 1893
  - Cicindela marginella Dejean, 1826
  - Cicindela pudibunda Boheman, 1860
- Ondergeslacht Bostrichophorus
  - Cicindela bianconii (Bertoloni, 1858)
- Ondergeslacht Calochroa
  - Cicindela anometallescens W. Horn, 1893
  - Cicindela assamensis Parry, 1844
  - Cicindela bicolor Fabricius, 1781
  - Cicindela bramani Dokhtouroff, 1882
  - Cicindela cariana Gestro, 1893
  - Cicindela carissima Fleutiaux, 1919
  - Cicindela corbetti W. Horn, 1899
  - Cicindela discrepans Walker, 1858
  - Cicindela elegantula Dokhtouroff, 1882
  - Cicindela fabriciana W. Horn, 1915
  - Cicindela flavomaculata Hope, 1831
  - Cicindela hamiltoniana J. Thomson, 1857
  - Cicindela harmandi Fleutiaux, 1893
  - Cicindela holzschuhi Wiesner, 2012
  - Cicindela interruptofasciata Schmidt-Goebel, 1846
  - Cicindela lacrymans Schaum, 1863
  - Cicindela laurae Gestro, 1893
  - Cicindela mariae Gestro, 1893
  - Cicindela moraveci (Sawada & Wiesner, 1999)
  - Cicindela mouhotii Chaudoir, 1865
  - Cicindela myinthlaingi (Wiesner, 2004)
  - Cicindela nosei (Sawada & Wiesner, 2000)
  - Cicindela octogramma Chaudoir, 1852
  - Cicindela octonotata Wiedemann, 1819
  - Cicindela pseudosiamensis (W. Horn, 1913)
  - Cicindela safraneki Werner & Wiesner, 2008
  - Cicindela salvazai Fleautiaux, 1919
  - Cicindela schillhammeri (Wiesner, 2004)
  - Cicindela sexpunctata Fabricius, 1775
  - Cicindela shozoi (Naviaux & Sawada, 1989)
  - Cicindela tritoma Schmidt-Goebel, 1846
  - Cicindela whithillii (Hope, 1838)
- Ondergeslacht Chaetotaxis
  - Cicindela ankarahitrae (Jeannel, 1946)
  - Cicindela cicindeloides (W. Horn, 1905)
  - Cicindela descarpentriesi (Deuve, 1987)
  - Cicindela grandidieri Kunckel dHerculais, 1887
  - Cicindela isaloensis (J. Moravec, 2000)
  - Cicindela leptographa (Rivalier, 1965)
  - Cicindela macropus W. Horn, 1915
  - Cicindela rugicollis Fairmaire, 1871
  - Cicindela semiconfluens (Rivalier, 1965)
  - Cicindela serieguttata W. Horn, 1934
  - Cicindela soalalae Fairmaire, 1903
- Ondergeslacht Cicindela
  - Cicindela albissima Rumpp, 1962
  - Cicindela altaica Eschscholtz, 1829
  - Cicindela ancocisconensis T.W. Harris, 1852
  - Cicindela arenicola Rumpp, 1967
  - Cicindela asiatica Audouin & Brulle, 1839
  - Cicindela bellissima Leng, 1902
  - Cicindela campestris Linnaeus, 1758
  - Cicindela carolae Gage & McKown, 1991
  - Cicindela clypeata Fischer von Waldheim, 1821
  - Cicindela coerulea Pallas, 1773
  - Cicindela columbica Hatch, 1938
  - Cicindela decemnotata Say, 1817
  - Cicindela denikei Brown, 1934
  - Cicindela denverensis Casey, 1897
  - Cicindela depressula Casey, 1897
  - Cicindela desertorum Dejean, 1825
  - Cicindela duodecimguttata Dejean, 1825
  - Cicindela formosa Say, 1817
  - Cicindela fulgida Say, 1823
  - Cicindela gallica Brulle, 1834
  - Cicindela gemmata Faldermann, 1835
  - Cicindela georgiensis Deuve, 2011
  - Cicindela granulata Gebler, 1843
  - Cicindela herbacea Klug, 1832
  - Cicindela hirticollis Say, 1817
  - Cicindela hybrida Linnaeus, 1758
  - Cicindela iberica Mandl, 1935
  - Cicindela japana Motschulsky, 1858
  - Cicindela javetii Chaudoir, 1861
  - Cicindela lacteola Pallas, 1776
  - Cicindela lagunensis Gautier des Cottes, 1872
  - Cicindela latesignata LeConte, 1851
  - Cicindela lengi W. Horn, 1908
  - Cicindela lewisii Bates, 1873
  - Cicindela limbalis Klug, 1834
  - Cicindela limbata Say, 1823
  - Cicindela longilabris Say, 1824
  - Cicindela lusitanica Mandl, 1935
  - Cicindela majalis Mandl, 1935
  - Cicindela maritima Dejean, 1822
  - Cicindela maroccana Fabricius, 1801
  - Cicindela monticola Menetries, 1832
  - Cicindela nebraskana Casey, 1909
  - Cicindela nigrior Schaupp, 1884
  - Cicindela nordmanni Chaudoir, 1848
  - Cicindela ohlone Freitag, Kavanaugh & Morgan, 1993
  - Cicindela oregona LeConte, 1857
  - Cicindela parowana Wickham, 1905
  - Cicindela patruela Dejean, 1825
  - Cicindela pimeriana Leconte, 1866
  - Cicindela plutonica Casey, 1897
  - Cicindela pugetana Casey, 1914
  - Cicindela pulchra Say, 1823
  - Cicindela purpurea Olivier, 1790
  - Cicindela repanda Dejean, 1825
  - Cicindela resplendens Dokhtouroff, 1888
  - Cicindela restricta Fischer von Waldheim, 1828
  - Cicindela rhodoterena Tschitscherine, 1903
  - Cicindela sachalinensis A. Morawitz, 1862
  - Cicindela sahlbergii Fischer von Waldheim, 1824
  - Cicindela sexguttata Fabricius, 1775
  - Cicindela soluta Dejean, 1822
  - Cicindela songorica Motschulsky, 1845
  - Cicindela splendida Hentz, 1830
  - Cicindela sylvatica Linnaeus, 1758
  - Cicindela sylvicola Dejean, 1822
  - Cicindela talychensis Chaudoir, 1846
  - Cicindela tenuicincta Schaupp, 1884
  - Cicindela theatina Rotger, 1944
  - Cicindela tranquebarica Herbst, 1806
  - Cicindela transbaicalica Motschulsky, 1844
  - Cicindela turkestanica Ballion, 1871
  - Cicindela turkestanicoides W. Horn, 1938
  - Cicindela varians Ljungh, 1799
  - Cicindela waynei Leffler, 2001
- Ondergeslacht Cicindelidia
  - Cicindela abdominalis Fabricius, 1801
  - Cicindela aeneicollis (Bates, 1881)
  - Cicindela amargosae Dahl, 1939
  - Cicindela aterrima (Klug, 1834)
  - Cicindela aurora (Thomson, 1859)
  - Cicindela beneshi Varas Arangua, 1929
  - Cicindela cardini (Leng & Mutchler, 1916)
  - Cicindela carthagena (Dejean, 1831)
  - Cicindela cazieri Vogt, 1949
  - Cicindela chrysippe (Bates, 1884)
  - Cicindela clarina Bates, 1881
  - Cicindela craveri Thomson, 1856
  - Cicindela cubana (Leng & Mutchler, 1916)
  - Cicindela cyaniventris (Chevrolat, 1834)
  - Cicindela dysenterica (Bates, 1881)
  - Cicindela euthales Bates, 1882
  - Cicindela favergeri (Audouin & Brulle, 1839)
  - Cicindela fera (Chevrolat, 1834)
  - Cicindela flohri (Bates, 1878)
  - Cicindela galapagoensis (W. Horn, 1920)
  - Cicindela guerrerensis (Bates, 1890)
  - Cicindela hydrophoba (Chevrolat, 1835)
  - Cicindela lisaannae (Gage, 1991)
  - Cicindela longicornis (W. Horn, 1913)
  - Cicindela marginipennis Dejean, 1831
  - Cicindela mathani (W. Horn, 1897)
  - Cicindela obsoleta (Say, 1823)
  - Cicindela ocellata (Klug, 1834)
  - Cicindela papillosa (Chaudoir, 1854)
  - Cicindela pseudoaurora (Johnson, 1998)
  - Cicindela pseudoradians (Johnson, 1998)
  - Cicindela punctulata Olivier, 1790
  - Cicindela radians (Chevrolat, 1841)
  - Cicindela roseiventris (Chevrolat, 1834)
  - Cicindela rufiventris (Dejean, 1825)
  - Cicindela rufoaenea (W. Horn, 1915)
  - Cicindela scabrosa Schaupp, 1884
  - Cicindela sedecimpunctata (Klug, 1834)
  - Cicindela sommeri (Mannerheim, 1837)
  - Cicindela tenuisignata (LeConte, 1851)
  - Cicindela thalestris (Bates, 1890)
  - Cicindela trifasciata (Fabricius, 1781)
  - Cicindela vasseletii (Chevrolat, 1834)
  - Cicindela veracruzensis (Johnson, 1998)
  - Cicindela viridiflavescens (W. Horn, 1923)
- Ondergeslacht Cicindelina
  - Cicindela pierroni Fairmaire, 1880
- Ondergeslacht Cosmodela
  - Cicindela aurulenta Fabricius, 1801
  - Cicindela batesi Fleutiaux, 1894
  - Cicindela didyma Dejean, 1825
  - Cicindela diehli (Wiesner, 1997)
  - Cicindela duponti Dejean, 1826
  - Cicindela fleutiauxi W. Horn, 1915
  - Cicindela intermedia Chaudoir, 1852
  - Cicindela nagaii (Sawada & Wiesner, 1999)
  - Cicindela separata Fleutiaux, 1894
  - Cicindela setosomalaris W. Horn, 1913
  - Cicindela velata Bates, 1872
  - Cicindela virgula (Fleutiaux, 1894)
- Ondergeslacht Elliptica
  - Cicindela basilewskyana (Cassola, 1982)
  - Cicindela compressicornis Boheman, 1860
  - Cicindela deyrollei Guerin-Meneville, 1849
  - Cicindela dispersesignata W. Horn, 1913
  - Cicindela flavovestita (Fairmaire, 1884)
  - Cicindela hiekei (Cassola, 1982)
  - Cicindela junkeri H. Kolbe, 1892
  - Cicindela kenyana (Cassola, 1995)
  - Cicindela kikondjae (Cassola, 1982)
  - Cicindela kolbeana W. Horn, 1915
  - Cicindela laticornis W. Horn, 1900
  - Cicindela longestriata W. Horn, 1912
  - Cicindela lugubris Dejean, 1825
  - Cicindela mechowi Quedenfeldt, 1883
  - Cicindela muata Harold, 1878
  - Cicindela permaculata (Basilewsky, 1971)
  - Cicindela petermayri (Werner, 2003)
  - Cicindela transversefasciata W. Horn, 1913
- Ondergeslacht Epitrichodes
  - Cicindela villosa Putzeys, 1880
- Ondergeslacht Hipparidium
  - Cicindela albosinuata Olsoufieff, 1934
  - Cicindela caternaulti Guerin-Meneville, 1849
  - Cicindela clavator (Jeannel, 1946)
  - Cicindela equestris Dejean, 1826
  - Cicindela gabonica Bates, 1878
  - Cicindela gracileguttata (Mandl, 1966)
  - Cicindela heros Fabricius, 1801
  - Cicindela interrupta Fabricius, 1775
  - Cicindela kassaica (Rivalier, 1948)
  - Cicindela macrochila (Rivalier, 1948)
  - Cicindela neumanni H. Kolbe, 1894
  - Cicindela nigritula W. Horn, 1915
  - Cicindela osa Alluaud, 1902
  - Cicindela perroti Fairmaire, 1897
  - Cicindela pseudosoa W. Horn, 1900
  - Cicindela sahy Alluaud, 1902
  - Cicindela shinjii (Sawada & Wiesner, 2000)
  - Cicindela xanthophila W. Horn, 1894
- Ondergeslacht Homodela
  - Cicindela ismenia Gory, 1833
- Ondergeslacht Lophyridia
  - Cicindela asperula L. Dufour, 1821
  - Cicindela cristipennis W. Horn, 1905
  - Cicindela fimbriata Dejean, 1831
- Ondergeslacht Ophryodera
  - Cicindela divergentemaculata W. Horn, 1913
  - Cicindela foliicornis W. Horn, 1896
  - Cicindela kerandeli Maindron, 1909
  - Cicindela notata Boheman, 1848
  - Cicindela pseudorusticana W. Horn, 1921
  - Cicindela rufomarginata Boheman, 1848
  - Cicindela rusticana Peringuey, 1892
  - Cicindela smrzi (Werner, 2005)
- Ondergeslacht Pancallia
  - Cicindela angulicollis W. Horn, 1900
  - Cicindela aurofasciata Dejean, 1831
  - Cicindela goryi Chaudoir, 1852
  - Cicindela princeps Vigors, 1825
  - Cicindela shivah Parry, 1848
- Ondergeslacht Platydela
  - Cicindela coquereli Fairmaire, 1867
  - Cicindela quadriguttata Wiedemann, 1821
  - Cicindela segonzaci Bedel, 1903
- Ondergeslacht Plutacia
  - Cicindela dives Gory, 1833
  - Cicindela notopleuralis Acciavatti & Pearson, 1989
- Ondergeslacht Ropaloteres
  - Cicindela alluaudi W. Horn, 1911
  - Cicindela bouyeri Cassola, 2004
  - Cicindela brazzai Fleutiaux, 1893
  - Cicindela cincta Olivier, 1790
  - Cicindela congoensis Fleutiaux, 1893
  - Cicindela convexoabrupticollis W. Horn, 1931
  - Cicindela desgodinsii Fairmaire, 1887
  - Cicindela fatidica Guerin-Meneville, 1847
  - Cicindela feisthamelii Guerin-Meneville, 1849
  - Cicindela flavosignata Castelnau, 1835
  - Cicindela gigantula Schilder, 1953
  - Cicindela grandis W. Horn, 1897
  - Cicindela interruptoabbreviata W. Horn, 1921
  - Cicindela juno W. Horn, 1901
  - Cicindela kachowskyi W. Horn, 1903
  - Cicindela leucopicta Quedenfeldt, 1888
  - Cicindela lizleriana (Werner, 1997)
  - Cicindela lurida Fabricius, 1781
  - Cicindela marshalli Peringuey, 1896
  - Cicindela mimula Peringuey, 1896
  - Cicindela miseranda W. Horn, 1893
  - Cicindela nysa Guerin-Meneville, 1849
  - Cicindela petiti Guerin-Meneville, 1849
  - Cicindela prodotiformis W. Horn, 1892
  - Cicindela pseudoviridis W. Horn, 1914
  - Cicindela pudica Boheman, 1848
  - Cicindela quedenfeldti W. Horn, 1896
  - Cicindela regina H. Kolbe, 1885
  - Cicindela sacchii (Cassola, 1978)
  - Cicindela sjoestedti W. Horn, 1927
  - Cicindela trailini (Werner, 1999)
  - Cicindela viridipennis Schilder, 1953
  - Cicindela vittata Fabricius, 1801
- Ondergeslacht Sophiodela
  - Cicindela chinensis DeGeer, 1774
  - Cicindela cyanea Fabricius, 1787
  - Cicindela ferriei Fleutiaux, 1895
- Ondergeslacht Trichodela
  - Cicindela batechii Cassola, 2005
  - Cicindela diversilabris (Cassola, 1996)
  - Cicindela haefligeri W. Horn, 1905
  - Cicindela nubifera Quedenfeldt, 1883
  - Cicindela wachteli (Werner, 2003)
- Ondergeslacht Trichotaenia
  - Cicindela africana (Cassola, 1983)
  - Cicindela allardi (Cassola, 1983)
  - Cicindela duplosetosa W. Horn, 1929
  - Cicindela karlwerneri (J. Moravec, 1999)
  - Cicindela lamburni (J. Moravec, 1999)
  - Cicindela mireki (Werner, 2003)
  - Cicindela mufumbweana Cassola, Werner & Schule, 2009
  - Cicindela mwinilungae Cassola, Werner & Schule, 2009
  - Cicindela pseudosuturalis W. Horn, 1929
  - Cicindela pseudotereticollis W. Horn, 1929
  - Cicindela rivalieri (Basilewsky, 1958)
  - Cicindela suturata W. Horn, 1915
  - Cicindela tereticollis Boheman, 1860